# Molagnies
 Molagnies  es una población y comuna francesa, en la región de Alta Normandía, departamento de Sena Marítimo, en el distrito de Dieppe y cantón de Gournay-en-Bray.

## Demografía
| 74 | 84 | 75 | 83 | 119 | 149 |
| Para los censos de 1962 a 1999 la población legal corresponde a la población sin duplicidades (Fuente: INSEE [Consultar]) |    |    |    |     |     |